# 増山祥太
増山 祥太（ますやま しょうた、1987年10月7日 - ）は、日本の俳優。神奈川県出身。株式会社CINEMACT所属。
2008年より浅草の小劇場「浅草Little Theater」にて毎週舞台を公演する。その後株式会社ダブルエンタテインメント制作の舞台「華鬼」のオーディションに合格し、その流れで株式会社ダブルエンタテインメントに所属する。3年の月日を重ね、現事務所、株式会社CINEMACTに移籍。2016年2月には初の主演舞台「思春〜遥かなるオヤジーデ〜」を池袋big tree theaterにて公演する。

## 出演

### 映画
- 喧嘩番長4（2011年）
- ガチバン アルティメット（2011年）
- ガチバン SUPER MAX（2012年） - 緑山彦一 役
- 不良少年（2012年）
- アラグレ（2012年） - 向井 役
- 東京トワイライト（2013年）
- 新・喧嘩の花道（2013年）
- メサイア「漆黒ノ章」（2013年） - 堺 役

### テレビドラマ
- 花ざかりの君たちへ〜イケメン♂パラダイス〜（2007年、フジテレビ）
- BLOODY MONDAY 第9話（2008年、TBS） - 若者 役
- ギラギラ（2008年、ABC / テレビ朝日） - 琥珀レギュラーホスト 役
- ROOKIES 第3話（2008年、TBS） - 不良生徒 役
- QP（キューピー） 第4話（2011年、日本テレビ） - チーマー 役
- シュガーレス（2012年、日本テレビ） - 帝都高校生 役
- 好好!キョンシーガール〜東京電視台戦記〜（2012年、テレビ東京）
- リアル脱出ゲームTV（2013年、TBS） - 若い警備員 役
- ショカツの女12　新宿西署 刑事課強行犯係 若い借金取り役

### 舞台
- 婢伝五稜郭（2010年、六本木俳優座劇場） - 鶴丸 役
- 華鬼（2010年、池袋シアターグリーン Big tree theater） - 高杉勝也 役
- 華鬼 再演（2011年、銀座博品館） - 木下真琴 役
- 清水アキラ＆清水良太郎〜父の日のコンサート〜（2012年、中野サンプラザ 大ホール） - 山田 役
- Blood Heaven〜第七天国　Sad Wings（2013年、池袋シアターグリーン Big tree theater） - レナード・スタンダード 役
- 男女7…8人婚活物語（2013年、ウッディシアター中目黒） - 駿 役
- CRUSHER’S Love song（2013年、六本木俳優座劇場） - ナツヒコ 役
- あいうえお〜下町商店街物語〜（2014年、恵比寿エコー劇場） - 黒田 役
- コメディライン（2014年、新宿シアターミラクル）
- 月よりの侍（2015年、新宿シアターモリエール） - 米司 役
- ゴーストレストラン（2015年、赤坂RED/THEATER） - ターちゃん 役
- SEPT pleasant party night!!!! vol.5「クロックミュージアム〜5つの音楽、5つの物語〜」（2016年、南青山future SEVEN） - 石巻慎太郎 役
- 思春〜遥かなるオヤジーデ〜（2016年、池袋シアターグリーン Big tree theater） - 主演・井出徳次郎 役[3]
- ユースフル☆メソッド（2016年、築地ブティストホール）コーヘイ役
- ユースフル☆メソッド〜再演〜(2017年、4月、築地ブティストホール)コーヘイ役[4]
- 舞台「黒子のバスケ」OVER-DRIVE（2017年6月 - 7月、AiiA 2.5 Theater Tokyo・森ノ宮ピロティホール）- 瀬戸健太郎 役[5]
- 刺すペンっす！(2017年、9月、品川六行会ホール、梅田HEPホール)正男役
- ら・ら・ら・ららんど(2017年、10月、品川六行会ホール)
- LIPS*S 2018 Spring Musical 『旋律テロル』(2018年、3月、新宿村LIVE)タクト役
- サステナクリエーションファミリー vol.4『SAMAEL～サマエル～』(2018年、6月、中目黒キンケロシアター)カルボン役

### CM
- モバゲー&ブルーレイ 「創聖のアクエリオン」
- モンスターストライク 「行くぜ!モンフェス篇」

### DVD
- リアルオーディション Boys【映画俳優】（ベンテンエンタテインメント、2009年2月6日発売）

## 参照
1. 1 2  [名無しリンク]
2. ↑  [名無しリンク]
3. ↑  https://stage.corich.jp/stage/71011%5B%5D
4. ↑  http://am-bition.co.jp/index.html%5B%5D
5. ↑  “CAST&STAFF”.   舞台「黒子のバスケ」オフィシャルサイト. 2017年5月1日閲覧。